# Pikku-Iivana
Pikku-Iivana är en ö i Finland. Den ligger i sjön Kangerjärvi och i kommunen Kuusamo i den ekonomiska regionen  Koillismaa ekonomiska region  och landskapet Norra Österbotten, i den nordöstra delen av landet, 700 km norr om huvudstaden Helsingfors. Öns area är omkring 280 kvadratmeter och dess största längd är 20 meter i sydöst-nordvästlig riktning.